# Tour della selezione di rugby a 15 di Oxford e Cambridge 1948
Il  Tour della selezione di rugby a 15 di Oxford e Cambridge 1948 fu una serie di incontri di rugby svoltesi in Argentina, in particolare a Buenos Aires nel 1948.
Una selezione mista delle università di Oxford  e Cambridge si reca in Argentina per uno storico tour.
Dopo una serie di contatti nell'anno precedente, l'Unión de Rugby del Río de la Plata ospita, in collaborazione con i club del Gymnasia y Esgrima e dell'Hindú Club una selezione formata da studenti delle due università. Molti essi erano già stati giocatori internazionali nel "cinque nazioni" per una delle nazionali britanniche.

## Il team
- C. R. Hopwood (“manager”);
- A. Matthews (arbitro),
- S. C. Newman
- S. M. Duff
- D. W. Swarbrick
- D. J, W. Bridge
- J. B. Raine
- A, Stewart
- M, T. Maloney
- C. B. van Ryneveld
- J. H. Galbraith
- A. F. Dorward
- P. J. de A. Moore
- T. S. Mc Roberts
- E.C. C. Wynter
- R. V. Thompson
- C. G. Gilthorpe
- G. A. Wilson (Capitano)
- P. W. Kininmonth
- A. P. de Nobriga
- E, Bole
- A. J. van Ryneveld
- R. D. Gill
- J. K.  Carpenter
- W. B. Holmes.

## Risultati
| Buenos Aires 4 agosto 1948 | El Resto       | 3 – 22 | Oxford e Cambridge | Estadio G.E.B.A.\| Arbitro: \| Austin Mathews \| |
| Arbitro:                   | Austin Mathews |        |                    |                                                  |

| Buenos Aires 8 agosto 1948 | Capital        | 5 – 16 | Oxford e Cambridge | Estadio G.E.B.A.\| Arbitro: \| Austin Mathews \| |
| Arbitro:                   | Austin Mathews |        |                    |                                                  |

| Buenos Aires 12 agosto 1948 | Los Nortenos   | 0 – 19 | Oxford e Cambridge | Estadio G.E.B.A.\| Arbitro: \| Austin Mathews \| |
| Arbitro:                    | Austin Mathews |        |                    |                                                  |

| Buenos Aires 15 agosto 1948 | Provincia      | 3 – 17 | Oxford e Cambridge | Estadio G.E.B.A.\| Arbitro: \| Austin Mathews \| |
| Arbitro:                    | Austin Mathews |        |                    |                                                  |

| Rosario 17 agosto 1948 | Combinado del Litoral | 0 – 51 | Oxford e Cambridge | Plaza jewell\| Arbitro: \| Austin Mathews \| |
| Arbitro:               | Austin Mathews        |        |                    |                                              |

| Buenos Aires 22 agosto 1948 | C.U.B.A.     | 0 – 10 | Oxford e Cambridge | Estadio G.E.B.A.\| Arbitro: \| T. H. Blades \| |
| Arbitro:                    | T. H. Blades |        |                    |                                                |

| Buenos Aires 25 agosto 1948 | Portenos       | 0 – 15 | Oxford e Cambridge | Estadio G.E.B.A.\| Arbitro: \| Austin Mathews \| |
| Arbitro:                    | Austin Mathews |        |                    |                                                  |

| Buenos Aires 29 agosto 1948 | Argentina      | 0 – 17 | Oxford e Cambridge | Estadio G.E.B.A.\| Arbitro: \| Austin Mathews \| |
| Arbitro:                    | Austin Mathews |        |                    |                                                  |

| Buenos Aires 5 settembre 1948 | Argentina    | 0 – 39 | Oxford e Cambridge | Estadio G.E.B.A.\| Arbitro: \| T. H. Blades \| |
| Arbitro:                      | T. H. Blades |        |                    |                                                |